# Albert de Wurtemberg
Succession
Prétendant au trône de Wurtemberg
2 octobre 1921 – 29 octobre 1939
(18 ans et 27 jours)
Albert de Wurtemberg - en allemand Albrecht Herzog von Württemberg -, né le 23 décembre 1865 à Vienne, Empire d'Autriche, et mort le 29 octobre 1939 au château d'Altshausen, Altshausen, Troisième Reich, est un membre de la Maison de Wurtemberg. 
Le duc Albert de Wurtemberg intègre l'armée et participe à la tête de la 4e armée allemande à la Première Guerre mondiale. Il combat notamment à la seconde bataille d'Ypres. Il commande ensuite un groupe d'armées jusqu'à l'armistice au sud du front de l'Ouest.
En 1918, le royaume de Wurtemberg est aboli après la défaite militaire allemande, et trois ans plus tard décède Guillaume II, dernier roi de Wurtemberg, avec qui s'éteint la « branche aînée et royale » de la maison de Wurtemberg. Le duc Albert de Wurtemberg, son cousin éloigné, chef de la « branche cadette et ducale » de Wurtemberg devient, dès lors, le nouveau chef de la maison de Wurtemberg de 1921 à sa mort en 1939, aux prémices de la Seconde Guerre mondiale.

## Biographie

### Premières années
Albert de Wurtemberg est né le 23 décembre 1865 à Vienne. Il est le fils aîné du duc Philippe de Wurtemberg (1838-1917) et de l'archiduchesse Marie-Thérèse de Habsbourg-Teschen (1845-1927). Il a une sœur jumelle Marie-Amélie de Wurtemberg. En 1884, il étudie le droit à l'Université de Tübingen et épouse le 24 janvier 1893 Marguerite de Habsbourg-Lorraine. Le couple devient rapidement parents de sept enfants avant la mort prématurée de Marguerite en 1902. Albert de Wurtemberg ne se remarie pas.
Le roi Guillaume II de Wurtemberg n'ayant pas de fils, Albert de Wurtemberg devient l'héritier du trône du Wurtemberg. À partir des années 1890, sa famille s'installe dans le palais des princes de Stuttgart. En tant que prince royal, Albert de Wurtemberg est membre de droit de 1887 à 1918 de la première chambre du Wurtemberg, initialement représenté par les autres membres de la chambre il participe ensuite aux réunions.
Après ses études à l'Université de Tübingen, Albert de Wurtemberg reçoit une formation d'officier, à Potsdam, dans l'armée prussienne à partir de 1885. En septembre 1896, il devient grenadier et obtient le grade de major-général en 1898, puis les grades de lieutenant général en 1901, général de cavalerie en 1906 et commandant général du 9e corps d'armée à Cassel. En 1908 il commande le 13e corps d'armée (appelé également le corps royal du Wurtemberg) à Stuttgart, en 1913 il devient colonel-général et inspecteur général de la 6e inspection militaire. De 1898 à 1918, il est colonel honoraire du 73e régiment d'infanterie impériale de Bohême.

### Première Guerre mondiale
Au déclenchement de la Première Guerre mondiale, Albert de Wurtemberg est nommé le 1er août 1914 commandant de la 4e armée. Il dirige les opérations lors de la bataille des Ardennes et repoussent les forces françaises en Belgique par les combats de Neufchateau. Il participe ensuite à la bataille de la Marne.
En octobre 1914, la 4e armée allemande d'Albert de Wurtemberg est renforcée et recomposée par des troupes de réserve. Elle est transférée dans le secteur des Flandres et participe aux derniers combats de la course à la mer. À la tête de son armée, Albert de Wurtemberg participe à la bataille de l'Yser et également aux combats de Langemark où de nombreux étudiants allemands nouvellement intégrés dans l'armée sont sacrifiés pour percer en vain le front tenu par les Alliés. Il est toujours sur le front des Flandres lors de la seconde bataille d'Ypres où les gaz de combat sont utilisés pour la première fois à grande échelle.
L'empereur Guillaume II décerne à Albert de Wurtemberg l'ordre pour le Mérite le 22 août 1915, ce dernier est ensuite promu Generalfeldmarschall le 1er août 1916. Le 1er mars 1917, Albert de Wurtemberg prend la direction du groupe d'armées de son nom positionné de l'est de Verdun jusqu'à la frontière suisse. Il conserve ce commandement jusqu'à l'armistice. Contrairement au Kronprinz Guillaume et à Rupprecht de Bavière, il reste à son poste après le déclenchement de la révolution en novembre 1918. À Noël, il ramène les troupes en Allemagne pour leur démobilisation.

### Après-guerre
Le 30 novembre 1918, le roi Guillaume II du Wurtemberg abdique et donne à Albert de Wurtemberg le château d'Altshausen, situé à 40 kilomètres au nord du lac de Constance en Souabe, où la famille s'installe en 1919. Lorsque Guillaume II meurt le 2 octobre 1921, Albert de Wurtemberg prend la tête de la maison de Wurtemberg.
Il meurt le 29 octobre 1939 au château d'Altshausen. En raison de l'opposition de sa famille au parti nazi, aucun dignitaire de haut rang du parti n'est présent lors de ses funérailles à Altshausen en octobre 1939. Adolf Hitler envoie seulement une gerbe de fleurs.

## Famille

### Filiation
Albert de Wurtemberg appartient à la cinquième branche (dite lignée ducale) de la Maison de Wurtemberg. À l'extinction de la branche aînée en 1921, à la mort de Guillaume II de Wurtemberg, la lignée ducale devint la nouvelle branche dynaste (successible) de la Maison de Wurtemberg, et Albert, le chef de Maison. Mais actuellement, l'aîné de toute la Maison de Wurtemberg (en admettant les branches morganatiques) est Charles-Anselme, duc d'Urach, né en 1955.

### Mariage et descendance

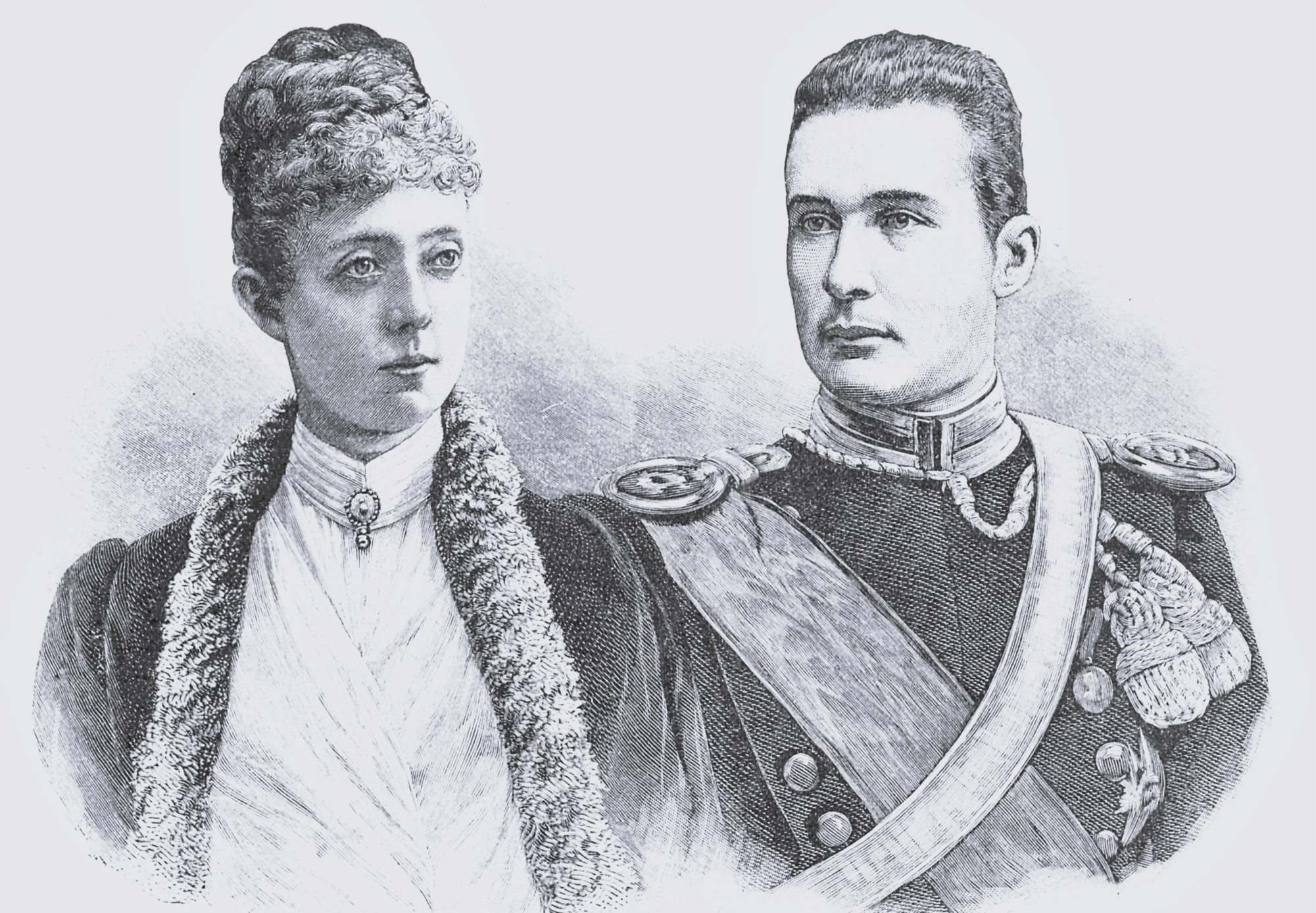
Le duc Albert de Wurtemberg et son épouse l'archiduchesse Marguerite.

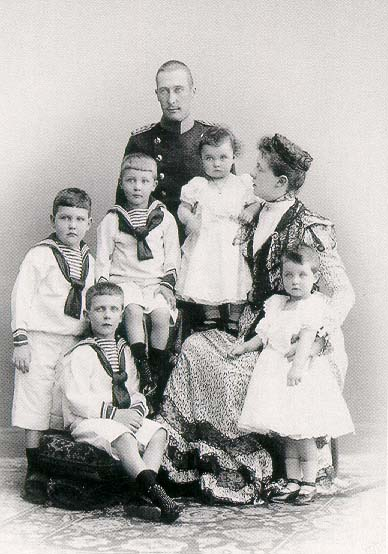
Albert de Wurtemberg, son épouse et leurs cinq premiers enfants vers 1900.

Albert de Wurtemberg épouse à Vienne le 24 janvier 1893 l'archiduchesse Marguerite de Habsbourg-Lorraine, née à Artstetten, le 13 mai 1870, nièce de l'empereur d'Autriche, François-Joseph Ier. Les mariés sont cousins issus de germains : ils ont tous deux pour arrière-grands-parents Charles-Louis d'Autriche, duc de Teschen (1771-1847) et Henriette de Nassau-Weilbourg (1797-1829).
Opérée d'une « tumeur sanguine intestinale, l'archiduchesse Marguerite meurt, deux jours plus tard, d'une faiblesse cardiaque », à l'âge de 32 ans, après neuf ans de mariage à Gmunden le 24 août 1902.
Sept enfants sont nés de leur union,, :
- Philippe Albert de Wurtemberg, (né à Stuttgart le 14 novembre 1893 et mort à Ravensbourg le 15 avril 1975), duc de Wurtemberg, marié en premières noces, en 1923, avec l'archiduchesse Hélène d'Autriche (1903-1924), dont une fille, puis en secondes noces, en 1928, avec l'archiduchesse Rose-Marie de Habsbourg-Toscane (1906-1983), dont six enfants ;
- Albrecht Eugen de Wurtemberg (né à Stuttgart le 8 janvier 1895 et mort à Schwäbisch Gmünd le 24 juin 1954), il épouse, en 1924, Nadejda de Bulgarie (1899-1958), fille de Ferdinand Ier de Bulgarie), dont cinq enfants ;
- Carl Alexander de Wurtemberg (né à Stuttgart le 12 mars 1896 et mort au château d'Altshausen le 27 décembre 1964), duc de Wurtemberg, religieux sous le nom de Père Odo dans l'abbaye bénédictine de Beuron ;
- Marie Amélie de Wurtemberg (née à Gmunden le 15 août 1897 et morte au château d'Altshausen le 13 août 1923), dame de l'ordre de la Croix étoilée et de l'ordre de Thérèse, célibataire ;
- Marie Thérèse de Wurtemberg (née au château de Rosenstein (de), Stuttgart, le 16 août 1898 et morte à l'abbaye Sainte-Hildegarde d'Eibingen, le 26 mars 1928), religieuse sous le nom de Mère Maria Benedicta le 14 octobre 1919, professe le 14 septembre 1925 ;
- Marie Élisabeth de Wurtemberg (née à Potsdam le 12 septembre 1899 et morte à Mérano le 15 avril 1900) ;
- Marguerite Marie de Wurtemberg (née au château de Rosenstein, Stuttgart, le 4 janvier 1902 et morte au château d'Altshausen le 22 avril 1945), dame de l'ordre de la Croix étoilée, célibataire[10].

## Œuvre
Le duc Albert de Wurtemberg est l'auteur d'une biographie à caractère géographique relative à Wu Peifu, seigneur de la guerre chinois (1874-1939) :
- Le général Wu Pei Fu, publié dans Millard's Revue, 21 août 1920.

## Honneurs
Albert de Wurtemberg est :

### Ordres dynastiques wurtembourgeois
- Grand maître de l'ordre du Mérite militaire (1921)
- Grand Maître de l'ordre de la Couronne de Wurtemberg (1921)
- Grand maître de l'ordre de Frédéric (1921)
- Souverain de l'ordre d'Olga (1921)

### Ordres officiels étrangers
- 1110e Chevalier de l'ordre de la Toison d'or (Empire austro-hongrois, 1893) ;
- Grand-croix de l'ordre de Saint-Étienne (Empire austro-hongrois, 1891) ;
- Chevalier de l'ordre de la Fidélité (Bade) (1904) ;
- Chevalier de l'ordre de Saint-Hubert (Bavière, 1886) ;
- Commandeur de l'ordre militaire de Maximilien-Joseph de Bavière ;
- Grand-croix de l'ordre de Saint-Charles (Monaco, 1889) ;
- Grand-croix de l'ordre de Louis Ier de Hesse (1899) ;
- Grand-croix d'honneur de 1re classe de l'ordre de la Maison de Lippe ;
- 1re classe Croix du Mérite militaire (Mecklembourg-Schwerin) (1914) ;
- Grand-croix avec la couronne d'or et le collier de l'ordre du Mérite du duc Pierre-Frédéric-Louis (grand-duché d'Oldenbourg) ;
- 1re classe avec couronne de la Croix d'honneur de Schwarzbourg ;
- Chevalier honoraire Grand-croix de l'ordre royal de Victoria (Royaume-Uni, 1907) ;
- 1re classe de l'ordre du Lion et du Soleil (Perse) ;
- Chevalier avec collier de l'ordre de l'Aigle noir (Prusse, 1900).
- Grand-croix de l'ordre de l'Aigle rouge (Prusse, 1900) ;
- Pour le Mérite avec feuilles de chêne (Prusse, 1918) ;
- Croix d'honneur 1re classe de l'ordre royal de la Maison de Hohenzollern ;
- Chevalier de l'ordre de la Couronne de Rue (Saxe, 1894).

## Ascendance
|  |                                        |  |  |  |  |  |  |  |  |  |  |  |  |
|  | 8. Alexandre de Wurtemberg             |  |  |  |  |  |  |  |  |  |  |  |  |
|  |                                        |  |  |  |  |  |  |  |  |  |  |  |  |
|  |                                        |  |  |  |  |  |  |  |  |  |  |  |  |
|  | 4. Alexandre de Wurtemberg             |  |  |  |  |  |  |  |  |  |  |  |  |
|  |                                        |  |  |  |  |  |  |  |  |  |  |  |  |
|  |                                        |  |  |  |  |  |  |  |  |  |  |  |  |
|  | 9. Antoinette de Saxe-Cobourg-Saalfeld |  |  |  |  |  |  |  |  |  |  |  |  |
|  |                                        |  |  |  |  |  |  |  |  |  |  |  |  |
|  |                                        |  |  |  |  |  |  |  |  |  |  |  |  |
|  | 2. Philippe de Wurtemberg              |  |  |  |  |  |  |  |  |  |  |  |  |
|  |                                        |  |  |  |  |  |  |  |  |  |  |  |  |
|  |                                        |  |  |  |  |  |  |  |  |  |  |  |  |
|  | 10. Louis Philippe Ier                 |  |  |  |  |  |  |  |  |  |  |  |  |
|  |                                        |  |  |  |  |  |  |  |  |  |  |  |  |
|  |                                        |  |  |  |  |  |  |  |  |  |  |  |  |
|  | 5. Marie d'Orléans                     |  |  |  |  |  |  |  |  |  |  |  |  |
|  |                                        |  |  |  |  |  |  |  |  |  |  |  |  |
|  |                                        |  |  |  |  |  |  |  |  |  |  |  |  |
|  | 11. Marie-Amélie de Bourbon-Siciles    |  |  |  |  |  |  |  |  |  |  |  |  |
|  |                                        |  |  |  |  |  |  |  |  |  |  |  |  |
|  |                                        |  |  |  |  |  |  |  |  |  |  |  |  |
|  | 1. Albert de Wurtemberg                |  |  |  |  |  |  |  |  |  |  |  |  |
|  |                                        |  |  |  |  |  |  |  |  |  |  |  |  |
|  |                                        |  |  |  |  |  |  |  |  |  |  |  |  |
|  | 12. Charles-Louis d'Autriche-Teschen   |  |  |  |  |  |  |  |  |  |  |  |  |
|  |                                        |  |  |  |  |  |  |  |  |  |  |  |  |
|  |                                        |  |  |  |  |  |  |  |  |  |  |  |  |
|  | 6. Albert de Teschen                   |  |  |  |  |  |  |  |  |  |  |  |  |
|  |                                        |  |  |  |  |  |  |  |  |  |  |  |  |
|  |                                        |  |  |  |  |  |  |  |  |  |  |  |  |
|  | 13. Henriette de Nassau-Weilbourg      |  |  |  |  |  |  |  |  |  |  |  |  |
|  |                                        |  |  |  |  |  |  |  |  |  |  |  |  |
|  |                                        |  |  |  |  |  |  |  |  |  |  |  |  |
|  | 3. Marie-Thérèse d'Autriche            |  |  |  |  |  |  |  |  |  |  |  |  |
|  |                                        |  |  |  |  |  |  |  |  |  |  |  |  |
|  |                                        |  |  |  |  |  |  |  |  |  |  |  |  |
|  | 14. Louis Ier de Bavière               |  |  |  |  |  |  |  |  |  |  |  |  |
|  |                                        |  |  |  |  |  |  |  |  |  |  |  |  |
|  |                                        |  |  |  |  |  |  |  |  |  |  |  |  |
|  | 7. Hildegarde de Bavière               |  |  |  |  |  |  |  |  |  |  |  |  |
|  |                                        |  |  |  |  |  |  |  |  |  |  |  |  |
|  |                                        |  |  |  |  |  |  |  |  |  |  |  |  |
|  | 15. Thérèse de Saxe-Hildburghausen     |  |  |  |  |  |  |  |  |  |  |  |  |
|  |                                        |  |  |  |  |  |  |  |  |  |  |  |  |
|  |                                        |  |  |  |  |  |  |  |  |  |  |  |  |